# Hadya, Alur
Hadya là một làng thuộc tehsil Alur, huyện Hassan, bang Karnataka, Ấn Độ.